# Ferroplasma acidiphilum
Ferroplasma acidiphilum es una especie de arquea de la clase Thermoplasmata. Es un microorganismo descubierto en Rusia que sobrevive en ácido sulfúrico y se puede alimentar de alguna forma de pirita.
Lo han encontrado en Rusia, en un reactor alimentado con pirita, y todo parece indicar que es el primer poblador de la Tierra, el ancestro común a partir del cual se originaron el resto de organismos. Se trata de una arqueobacteria, 'Ferroplasma acidiphilum', que es capaz de vivir en ácido sulfúrico, lo más parecido a las condiciones extremas que existían en la Tierra hace 4600 millones de años. 
La investigación, que se publica en 'Nature', ha sido realizada por científicos del Consejo Superior de Investigaciones Científicas (CSIC), en colaboración con investigadores de la Universidad Técnica de Brunswick y del Helmholtz Centre for Infection Research (Alemania) y de la Universidad de Essex (Reino Unido). Manuel Ferrer, uno de los responsables de la investigación y científico titular del CSIC, explica que este organismo es único porque es capaz de vivir en ácido sulfúrico sin poseer pared celular. «Es como si el ser humano fuera resistente al ácido en ausencia de piel», agregó. Pero es que, además, «es capaz de obtener energía y alimentarse de pirita, que es insoluble y no puede ser fuente de alimento para ningún animal». Lo que hace este organismo es oxidar el hierro e incorporarlo en sus proteínas a modo de 'grapa', de tal forma que «se engancha» a la estructura de las proteínas manteniéndolas estables. 
Una de las teorías más admitidas para reconstruir la génesis de la vida, y que este estudio apunta, es que esas primeras moléculas biológicas que aparecieron en la Tierra lo hicieron en superficies repletas de hierro y azufre, los dos elementos que componen la pirita, muy abundante en la Tierra primitiva y que originaba ambientes muy ácidos. La Tierra en esos momentos estaba formada por gases y minerales y ese hierro en sí sirvió como catalizador para formar las primeras macromoléculas, las primeras proteínas.
Procesos biológicos
La cuestión clave en la evolución es cómo se formaron esas primeras proteínas capaces de catalizar los primeros procesos biológicos que dieron origen a la vida. Y la explicación la da el hierro: «Esas proteínas no eran activas porque no tenían la estructura tridimensional adecuada, pero al incorporar ese hierro que se estaba oxidando en el medio se dio forma a esas proteínas pasando de una catálisis inorgánica a una biológica», explica Ferrer. 
A medida que el ambiente de la Tierra se volvió menos ácido y menos rico en pirita, la evolución incorporó nuevos materiales (metales) estabilizadores que no estaban basados en hierro, lo que facilitó el desarrollo de otros organismos que podían crecer en ambientes con poco hierro, como ocurre en la Tierra actual. «Una excepción absoluta es el ambiente en el cual el 'Ferroplasma acidiphilum' puede encontrarse, incluso en la actualidad», dice Ferrer. Aunque este microorganismo en particular se aisló en un reactor alimentado con pirita, Ferrer explica que también se puede encontrar en zonas volcánicas, a temperaturas altas y donde hay emanaciones de material sulfuroso.
Parece que es uno de los primeros pobladores de la Tierra y que permanece inalterado desde el inicio de la evolución. Se supone que estos microorganismos y otros similares estabilizaron las primeras proteínas mediante su anclaje con hierro y de ahí surgieron otras formas de vida.
- Datos: Q5860815
- Especies: Ferroplasma acidiphilum